# آبشار فایرهول
آبشار فایرهول (به انگلیسی: Firehole Falls) آبشاری است که در پارک ملی یلوستون، وایومینگ، ایالات متحده آمریکا واقع شده و ارتفاع کلی ریزشگاه آن ۴۰ فوت (۱۲ متر) است.